# Кісточківка
Кісточкі́вка (до 1948 — Великий Ешкене, Буюк-Ешкене, крим. Büyük Eşkene) — село Білогірського району Автономної Республіки Крим.
Входить до Кісточківської сільської ради.
Відстань від райцентру до населеного пункта становить 29 кілометрів по прямій.